# Roger Duchet
Pour les articles homonymes, voir Duchet.
Roger Duchet, né le 4 juillet 1904 à Lyon et mort le 6 septembre 1981 à Paris, est un homme politique français.

## Biographie
Après des études secondaires à Mâcon, il est sort diplômé de l'École nationale vétérinaire de Lyon en 1928. Vétérinaire et propriétaire-viticulteur, il s'installe à Beaune en 1930, date à laquelle il se marie avec Simone Serre. Il y est créé le journal La Vie rurale. En 1931, il est élu à la présidence des Syndicats d'élevage. Membre du Parti radical, il est élu maire de Beaune en octobre 1932, devenant à 28 ans le plus jeune maire de France. Président de la Fédération radicale-socialiste de la Côte-d'Or, il est élu conseiller général de la Côte-d'Or dans le canton de Beaune-Sud en 1937 et préside la commission des Finances de cette collectivité. À partir de 1936, il préside, en parallèle, le syndicat d'initiatives de la région de Beaune, la société d'agriculture et d'élevage de Beaune et le comité de viticulture de la Côte-d'Or ainsi que l'association des maires des cantons de Beaune nord et sud à partir de 1938.
Qualifié de "gestionnaire dynamique et efficace" dans ses fonctions municipales, il mise sur le tourisme pour changer radicalement l'image de sa ville : création d'un office du tourisme, de la foire viticole et d'un musée du vin dans l'hôtel des ducs de Bourgogne. Il est également à l'origine de programmes d'urbanisme : poursuite de l'aménagement du parc de la Bouzaise et des promenades publiques, création du Théâtre de Verdure et de l'école Jules-Ferry en 1937, inauguration du stade Jean Guiral et de courts de tennis. Il développe également les colonies de vacances, les cantines scolaires et un restaurant d'entraide destinés aux enfants comme aux adultes.
Mobilisé comme lieutenant-vétérinaire en 1939, il est fait prisonnier lors de la campagne de France mais libéré à la fin de l'année 1940. Pendant l'occupation, il soutient le régime de Vichy, et fut confirmé dans ses fonctions de maire, en mars 1941. Il est également président du conseil d’administration des Hospices de Beaune et se rend à Vichy pour remettre au maréchal Pétain son titre de propriété.
A la Libération, il est destitué de son mandat de maire le 9 septembre 1944, conformément à la circulaire spéciale du Ministère de l'Intérieur qui prévoyait d'écarter « des Conseils municipaux et des délégations spéciales tous les hommes compromis par leur collaboration avec l'ennemi, par leur adhésion active au régime de Vichy ou par des habitudes ou des activités antinationales ». Le résistant Paul Leynarie lui succède comme maire, bien qu'il ne puisse jamais exercer cette fonction, étant déporté dans le camp de Neueungamme où il meurt en février 1945. C'est son adjoint Louis Lozerand qui fait alors office de maire intérimaire, Cependant, Roger Duchet n'est pas sanctionné par la commission d'épuration du comité départemental de Libération et est largement réélu lors des élections municipales de mai 1945. Il retrouve alors son mandat de maire qu'il continue à exercer jusqu'en 1965. Il est également réélu conseiller général en septembre 1945.
Le 8 décembre 1946, il est élu au Conseil de la République, sous l'étiquette "républicain indépendant", par 405 voix sur 739 exprimés. Il siège au Conseil de la République puis au Sénat, où il représente Côte-d'Or, sans interruption de 1946 à 1971. Il s'impose alors comme l'un des principaux leaders de la droite modérée.
Il est l’initiateur du rassemblement de la droite française qui était morcelée entre diverses formations. Le 6 janvier 1949, il crée avec René Coty et Jean Boivin-Champeaux le Centre national des indépendants (CNI) devenu Centre national des indépendants et paysans (CNIP) et dont Antoine Pinay est la figure la plus populaire. Il préside son parti de 1949 à 1962 et rédige  France indépendante.
Sa mise à l'écart lors de la formation du gouvernement Laniel suscite une vive opposition de Duchet, secrétaire général du CNIP, à la candidature du président du Conseil à la présidence de la République en décembre 1953.
Il est favorable à l’Algérie française et se prononce pour le retour de Charles de Gaulle en 1958 en espérant que le retour au pouvoir de De Gaulle favorisera son maintien dans la République. À la suite du discours du 29 septembre 1959, où le général de Gaulle se prononce pour l'autodétermination de l'Algérie, il est l'un des fondateurs du Rassemblement pour l'Algérie française. Avec André Morice, Jacques Soustelle et Georges Bidault, il lutte ensuite dans le cadre du Comité de Vincennes contre la politique algérienne du général de Gaulle.
Élu maire de Beaune pour la première fois en 1932 puis de 1945 à 1965 et au Conseil général de la Côte-d'Or dès 1937.

## Fonctions gouvernementales
- Secrétaire d'État aux Travaux publics du gouvernement René Pleven (2) (du 11 août au 4 octobre 1951)
- Ministre des PTT du gouvernement René Pleven (2) (du 4 octobre 1951 au 20 janvier 1952)
- Ministre des PTT du gouvernement Edgar Faure (1) (du 20 janvier au 8 mars 1952)
- Ministre des PTT du gouvernement Antoine Pinay (du 8 mars 1952 au 8 janvier 1953)
- Ministre des PTT du gouvernement René Mayer (du 8 janvier au 28 juin 1953)
- Ministre de la Reconstruction et du Logement du gouvernement Edgar Faure (2) (du 23 février 1955 au 1er février 1956)

## Ouvrages
- Le Contrôle laitier, Semur-en-Auxois, A. Bordot, 1928.
- Pour le salut public. Les Indépendants devant les grands problèmes nationaux, Paris, Plon, 1958.
- La République épinglée, Paris, Alain Moreau, 1975.